# قلمرو دایشوجی
قلمرو دایشوجی (به ژاپنی: 大聖寺藩, Daishōji-han)، یک قلمرو فئودالی بود (هان (ژاپن)) تحت حکومت شوگون‌سالاری توکوگاوا دوره ادو ژاپن، واقع در استان ایشیکاوا، ژاپن بود.